# Malerizaur
Malerizaur (Malerisaurus) – rodzaj niewielkiego gada należącego do archozauromorfów. Żył w późnym triasie (karnik) na terenie dzisiejszych Indii (formacja Maleri) oraz Ameryki Północnej (formacja Dockum w Teksasie). Pierwotnie zaliczony do grupy Prolacertiformes i rodziny Protorosauridae; z badań Nesbitta i współpracowników (2017) wynika jego przynależność do grupy Allokotosauria (obejmującej trilofozaury i ich najbliższych krewnych) i do rodziny Azendohsauridae.
Malerisaurus był zwierzęciem smukłym i lekko zbudowanym. Osiągał długość około 1,2 m. Czaszka była diapsydalna, a składająca się z ośmiu kręgów szyja – długa. Jego tylne kończyny były dwukrotnie dłuższe od przednich – prawdopodobnie był zdolny do szybkiego biegu. Malerizaur był drapieżnikiem – polował na owady i niewielkie kręgowce – sam jednak padał łupem większych drapieżców; dwa osobniki gatunku Malerisaurus robinsonae znaleziono w pozostałościach żołądka fitozaura z rodzaju Parasuchus.

## Gatunki
- Malerisaurus robinsonae (typowy) Chatterjee, 1980
- Malerisaurus langstoni Chatterjee, 1986